# Aon noctuiformis
Aon noctuiformis är en fjärilsart som beskrevs av Berthold Neumoegen 1892. Aon noctuiformis ingår i släktet Aon och familjen nattflyn. Inga underarter finns listade i Catalogue of Life.